# Cleorina costata
Cleorina costata es un coleóptero de la familia Chrysomelidae.
Fue descrita científicamente en 1983 por Medvedev & Eroshkina.